# Tacata'
Pour les articles homonymes, voir Tacata.
Tacata' (orthographié également Tacatà ou Tacatá) est une chanson du duo de DJs et compositeur italien Tacabro (également connu en Italie sous le nom Romano & Sapienza) sortie d'abord en 2011 en Italie, puis le 23 avril 2012 dans les autres pays européens. Le single sort sous les labels 541 et N.E.W.S. en Italie, en France et en Suède ; au Danemark c'est le major Sony Music Entertainment.
La chanson a été écrite par Raul-Rodriguez Martinez avec le duo italien Mario Romano et Salvatore Sapienza connu sous le nom de scène Romano & Sapienza. La chanson est interprétée par le chanteur cubain Martínez Rodríguez. Tacata' est produit par le DJ italien Gabry Ponte, Mario Romano et Salvatore Sapienza.
Le single se classe dans 4 hit-parades de pays différents dont numéro un au Danemark, le top 10 en France et en Italie.

## Promotions

### Crédits
En Italie et en Suisse les artistes crédités sont : Romano & Sapienza feat. Rodriguez alors qu'en Suède, en France et au Danemark c'est Tacabro. En Italie, le titre de la chanson est crédité Tacata', alors qu'en Suisse c'est Tacatà.

### Clip vidéo
Le clip vidéo est réalisé par Alex Bufalo et DOP de Francesco Fracchionio et produite par Danceandlove. Le clip a été mise en ligne sur le site de partage vidéo YouTube le 23 février 2012 par le compte du label discographique Blanco y Negro, la vidéo dure 3 minutes et 34 secondes. Le clip met en scène le chanteur cubain Martínez Rodríguez en train de chanter et réaliser la chorégraphie du tacata' avec deux danseuses avec des effets visuels en arrière-plan. Les DJs italiens Mario Romano et Salvatore Sapienza apparaissent sur certaines scènes en train de mixer.

## Formats et liste des pistes

### Singles
Promo - Digital
1. Tacatà (Radio Mix) - 2:57

Tacata' (de Tacabro)
1. Tacata' (4:49)

Tacata' (de Tacabro feat. Rodriguez)
1. Tacata' (Radio edit) (3:30)
2. Tacata' (Extended mix) (4:44)

- Remarque :

Tacata' version radio edit est crédité "Tacabro featuring Rodriguez" dans la compilation Tacatà Compilation and Latino - Greatest Hits 2012 Vol. 2.

### EP's
Tacata' Remixes
1. Tacata' (Radio Edit) (3:30)
2. Tacata' (Extended) (4:44)
3. Tacata' (Stylus Josh, Eros Remix) (5:34)
4. Tacata' (Marco Branky Radio Remix) (3:34)
5. Tacata' (Marco Branky Remix) (5:02)
6. Tacata' (Karmin Shiff Remix) (6:09)
7. Tacata' (DJ Willy Remix) (5:31)
8. Tacata' (Dany Lorence Remix) (4:50)
9. Tacata' (El Berna Jam) (3:31)
10. Tacata' Video (3:46)

## Performance dans les hit-parades
Sortie le 5 janvier 2012 en Italie, le single devient un tube dans ce pays et atteint la 4e place. Tacata' se classe numéro un au Danemark.
En France, durant trois semaines consécutives les deux versions étaient présentes dans le hit-parade de la SNEP. Le 21 avril 2012, les 2 versions entrent à la 98e et 134e place. La semaine du 28 avril 2012, les 2 chansons progressent fortement et arrivent 50e et 65e. Le 5 mai 2012, 33e et 42e puis la SNEP a décidé de rassembler les ventes des 2 versions. Le 12 mai 2012, le single progresse dans le top 10 à la 6e place pour arriver le 16 juin à la 1re position.

## Classement par pays
Version de Romano & Sapienza feat. Rodriguez
| Classement (2012)            | Meilleure position |
| ---------------------------- | ------------------ |
| Italie (FIMI)                | 4                  |
| Pologne (Dance Top 50)       | 1                  |
| Suisse (Schweizer Hitparade) | 67                 |

Version de Tacabro
| Classement (2012)                  | Meilleure position |
| ---------------------------------- | ------------------ |
| Autriche (Ö3 Austria Top 75)       | 8                  |
| Belgique (Ultratop 50 Flanders)    | 7                  |
| Belgique (Ultratop 40 Wallonia)    | 5                  |
| Canada (Canadian Hot 100)          | 83                 |
| Danemark (Tracklisten)             | 1                  |
| Finlande (Suomen virallinen lista) | 2                  |
| France (SNEP)                      | 1                  |
| France (Club 40)                   | 2                  |
| Allemagne (Media Control AG)       | 4                  |
| Israël (Media Forest)              | 1                  |
| Pays-Bas (Mega Single Top 100)     | 4                  |
| Espagne (PROMUSICAE)               | 1                  |
| Suède (Sverigetopplistan)          | 14                 |
| Suisse (Schweizer Hitparade)       | 1                  |

### Certifications
| Pays            | Certification | Ventes |
| --------------- | ------------- | ------ |
| Belgique (BEA)  | Or            | 15 000 |
| Danemark (IFPI) | 2 × Platine   | 60 000 |
| Suisse (IFPI)   | 2 × Platine   | 60 000 |